# Великий Двор (Андомский сельсовет)
Вели́кий Двор — деревня в Вытегорском районе Вологодской области.
Входит в состав Андомского сельского поселения, с точки зрения административно-территориального деления — в Андомский сельсовет.
Расстояние по автодороге до районного центра Вытегры — 36,3 км, до центра муниципального образования села Андомский Погост — 4,3 км.
По переписи 2002 года население — 67 человек (29 мужчин, 38 женщин). Всё население — русские.